# Gmina Fužine
Gmina Fužine (chorw. Općina Fužine) – gmina w Chorwacji, w żupanii primorsko-gorskiej. W 2011 roku liczyła  1592 mieszkańców.